# Couch (película)
Couch  es un largometraje de cine underground dirigida por el artista estadounidense Andy Warhol el año 1964. Fue protogonizada por Gerard Malanga, Piero Heliczer, Naomi Levine, Gregory Corso, Allen Ginsberg, John Palmer, Baby Jane Holzer, Ivy Nicholson, Amy Taubin, Ondine, Peter Orlovsky, Jack Kerouac, Taylor Aguamiel, Kate Helzicer, Rufus Collins, Joseph LeSeuer, Bingingham Birdie, Mark Lancaster, Gloria Wood, y Billy Name.

## Argumento
Era una serie «totalmente pornográfica» de los encuentros sexuales en el viejo sofá rojo en The Factory, con todas las permutaciones y orientaciones.